# ياسمين سامي العامري
ياسمين سامي العامري صحفية أمريكية من أصل عراقي. تعمل حاليًا كمحررة الأخبار الرقمية لبرنامج  PBS NewsHour [الإنجليزية].
وأصبحت مراسلة للبيت الأبيض في عام 2007 لصالح وكالة الأنباء السعودية. وبهذه الصفة، كانت أول عضو في مجموعة الصحافة الأجنبية بالبيت الأبيض. قامت بتغطية السياسة الداخلية للولايات المتحدة وسياسة الولايات المتحدة في الشرق الأوسط لمنظمات، مثل Rare ،  بي بي سي ، WJLA-TV ، العربية ، وFair Observer. وهي حاليًا عضو في مجلس إدارة مركز التعليم من أجل السلام في العراق (EPIC).
تخرجت من جامعة جيمس ماديسون والجامعة الأمريكية.[بحاجة لمصدر]